# Victor Kolyvagin
Victor Kolyvagin (russisch Виктор Александрович Колывагин) ist ein in den USA lebender russischer Mathematiker, der sich in seinen Arbeiten mit arithmetischer algebraischer Geometrie und Zahlentheorie befasst.

## Leben
Kolyvagin promovierte 1981 an der Moskauer Lomonossow-Universität bei Yuri Manin. Danach war er bis 1994 am Steklow-Institut für Mathematik in Moskau beschäftigt. 1994 wurde er J.-J.-Sylvester-Professor für Mathematik an der Johns Hopkins University in Baltimore, 2002 der erste Mina-Rees-Professor für Mathematik am Graduate Center der City University of New York.
Er ist bekannt für die von ihm eingeführten Euler-Systeme, die zu Fortschritten in der Iwasawa-Theorie (neue Beweise der Hauptvermutung, ursprünglich von Barry Mazur und Andrew Wiles bewiesen) und der Vermutung von Birch und Swinnerton-Dyer (BSD) führten. Kolyvagin selbst betrachtete modulare elliptische Kurven (sogenannte Weil-Kurven, die aber nach heutigem Wissensstand alle elliptischen Kurven über den rationalen Zahlen umfassen), wo er Teilergebnisse bezüglich der BSD-Vermutungen erzielen konnte.
Kolyvagin erhielt 1990 den Tschebyscheff-Preis der Sowjetischen Akademie der Wissenschaften. 1990 war er Invited Speaker auf dem Internationalen Mathematikerkongress in Kyōto (On the Mordell-Weil group and the Shafarevich-Tate group of modular elliptic curves).

## Schriften
- Конечность E(Q) и Ш(E, Q) для подкласса кривых Вейля. In: Известия Академии Наук СССР. Серия Математическая. Band 52, Nr. 3, 1988, S. 522–540, (Digitalisat).
- О группах Морделла – Вейля и Шафаревича – Тейта для эллиптических кривых Вейля. In: Известия Академии Наук СССР. Серия Математическая. Band 52, Nr. 6, 1988, S. 1154–1179, (Digitalisat).
- Euler systems. In: The Grothendieck Festschrift. A Collection of Articles written in Honor of the 60th Birthday of Alexander Grothendieck (= Progress in Mathematics. 87). Band 2. Birkhäuser, Boston MA u. a. 1990, ISBN 0-8176-3428-2, S. 435–483, doi:10.1007/978-0-8176-4575-5_11.